# Bajestān (kommunhuvudort i Iran)
Bajestān (persiska: بجستان, Bījistān, Bījestān, Bejestān) är en kommunhuvudort i Iran.   Den ligger i provinsen Khorasan, i den nordöstra delen av landet, 600 km öster om huvudstaden Teheran. Bajestān ligger 1 259 meter över havet och antalet invånare är 11 136.
Terrängen runt Bajestān är kuperad söderut, men norrut är den platt. Terrängen runt Bajestān sluttar norrut.Runt Bajestān är det glesbefolkat, med 14 invånare per kvadratkilometer. Bajestān är det största samhället i trakten. Trakten runt Bajestān är ofruktbar med lite eller ingen växtlighet.